# Domenico Damis
Domenico Damis (Lungro, 24 febbraio 1824 – Lungro, 4 ottobre 1904) è stato un patriota, generale e politico italiano.

## Biografia
Nacque a Lungro, un paese di lingua arbëreshë e studia al collegio San Adriano a San Demetrio Corone, facente parte a quell'epoca alla provincia della Calabria Citeriore del Regno delle Due Sicilie, da un'antica e nobile famiglia. Studiò all'Università di Napoli laureandosi in giurisprudenza nel 1847. A Napoli aderì alla Giovane Italia di Giuseppe Mazzini e, come altri giovani calabresi di lingua arbereshe, il 15 marzo 1844 partecipò a Cosenza con Domenico Mauro, al grido di "Italia e Costituzione", a una sfortunata sommossa antiborbonica repressa nel sangue,.
Riprese le armi quando in Calabria scoppiò nuovamente una rivolta in seguito al colpo di mano di Ferdinando II del 15 maggio 1848 allorché venne sciolto il parlamento costituzionale del Regno delle Due Sicilie. Domenico Damis, assieme a Giuseppe Pace, fu nominato commissario civile del distretto di Castrovillari di un comitato di salute pubblica avente per obiettivi il proseguimento della rivoluzione e l'arruolamento dei volontari per la costituzione di un corpo armato. Il 30 giugno 1848, al valico di Campotenese, avvenne lo scontro sfortunato fra i patrioti calabresi e le truppe borboniche del generale Lanza. Damis venne arrestato e il 9 agosto 1852  condannato a 25 anni di ferri per cospirazione e arruolamento di bande armate.
Relegato al bagno di Nisida, nel 1858 la pena fu commutata in esilio perpetuo dal Regno delle Due Sicilie assieme ad altri 65 prigionieri politici. Nell'aprile del 1859 la nave sulla quale erano stati imbarcati i prigionieri per essere deportati in Argentina, venne dirottata nel Regno Unito grazie a un colpo di mano di Raffaele Settembrini, il figlio di Luigi.
Riparato in Piemonte, nel maggio 1860 Damis si imbarcò da Quarto con I Mille. Dopo essersi battuto valorosamente in Sicilia (ottenne due decorazioni e la promozione dapprima a capitano e successivamente a colonnello), Damis fu inviato in Calabria da Giuseppe Garibaldi, assieme a Ferdinando Bianchi, Francesco Stocco e Giuseppe Pace, perché preparasse l'insurrezione in Calabria prima dello sbarco delle truppe garibaldine dalla Sicilia. Partecipò all'impresa garibaldina fino all'assedio di Capua (dove perse un occhio) e alla battaglia del Volturno.
Continuò la carriera militare nell'Esercito Italiano raggiungendo il grado di tenente generale. Fu poi deputato più volte per il collegio di Castrovillari.
Sarà esponente alla Camera in diverse legislature, sostenuto dagli Italo-albanesi con entusiasmo (come testimoniato da alcuni articoli del giornale lungrese dell'epoca "Il Tiro") Oltre al Damis, altri personaggi degni di nota che guidarono i "500 Lungresi" furono: Vincenzo Stratigò, Pietro Irianni, Cesare Martino, Pasquale Trifilio, Raffaele De Marco, Angelo Damis, Andrea Frega, Pier Giuseppe Samengo.
Oggi a Lungro, sorge Piazza Generale Damis a ricordo di uno degli eroi del Risorgimento italiano.